# Alaksandr Haurylonak
Alaksandr Jakaulewicz Haurylonak, błr. Аляксандр Якаўлевіч Гаўрылёнак, ros. Александр Яковлевич Гаврилёнок – Aleksandr Jakowlewicz Gawrilonok (ur. 26 stycznia 1965 w Mińsku) – białoruski hokeista, reprezentant Białorusi. Trener hokejowy.
Jego syn Alaksiej (ur. 1987) także został hokeistą (podjął występy w klubach trenowanych przez ojca: Brześć, Żłobin).

## Kariera zawodnicza
- Progress-SHVSM Grodno (1988-1991)
- Dynama Mińsk (1991-1993)
- Tiwali Mińsk (1993-1996)
- Podhale Nowy Targ (1996-1998)
- Rubin Tiumeń (1998-1999)
- Rostocker EC (1999-2002)
- Adendorf EC (2002-2003)

Absolwent szkoły sportowej „Junost” w Mińsku. W latach 1992–1999 był reprezentantem Białorusi (w 17 meczach stracił 29 goli). W reprezentacji Białoruś uczestniczył mistrzostwach świata w 1994, 1995 (Grupa C), 1996 (Grupa B) i 1998 (Grupa A). Zagrał w turnieju kwalifikacyjnym do zimowych igrzysk olimpijskich 1998.
Przez sześć sezonów grał w Dynamie i Tiwali Mińsk.

## Kariera trenerska
- Dynama Mińsk (2003-2007), asystent trenera
- Dynama Mińsk (2005), I trener
- Białoruska Federacja Hokejowa (2007-2008), trener
- HK Brześć (2008-2015), I trener
- Reprezentacja Białorusi (2010), asystent trenera
- Reprezentacja Estonii (2011), asystent trenera
- Mietałłurg Żłobin (2015-2019), asystent trenera
- Mietałłurg Żłobin (2019-), p.o. głównego trenera

Po zakończeniu kariery zawodniczej został szkoleniowcem. Początkowo w klubie Dynama Mińsk. Następnie pracował w białoruskim związku hokejowym z kadrami narodowymi. W 2005 prowadził reprezentację Białorusi do lat 20 na turnieju mistrzostw świata. Od 2008 do 2015 trener w klubie HK Brześć. Ponadto był asystentem głównego szkoleniowca Białorusi Eduarda Zankawca na mistrzostwach świata w 2010. Rok później pełnił tę samą rolę na turnieju MŚ Dywizji I Grupy B 2011 u boku trenera Estonii, Dmitrija Miedwiediewa. Od połowy 2015 asystent trenera w Mietałłurgu Żłobin. W styczniu 2019 został mianowany p.o. głównego trenera.

## Sukcesy
Reprezentacyjne
- Awans do Grupy B mistrzostw świata: 1995
- Awans na zimowe igrzyska olimpijskie 1998: 1996

Klubowe
- Złoty medal mistrzostw Białorusi (2 razy): 1993, 1994, 1995 z Tiwali
- Srebrny medal mistrzostw Białorusi: 1996 z Tiwali
- Złoty medal mistrzostw Polski: 1997 z Podhalem Nowy Targ
- Srebrny medal mistrzostw Polski: 1998 z Podhalem Nowy Targ

Indywidualne
- Liga białoruska 1993/1994:
  - Skład gwiazd sezonu

Wyróżnienia
- Mistrz Sportu Republiki Białorusi